# Лебон, Гюстав
Гюста́в Лебо́н (фр. Gustave Le Bon; 7 мая 1841, Ножан-ле-Ротру — 13 декабря 1931, Марн-ла-Кокетт) — французский социальный психолог и социолог. Известен своими исследованиями в области групповой психологии, так называемой «Психологии толпы». Лебон считал, что в группе человечность отдельного человека будет уничтожена, способность мыслить независимо будет утрачена, а «дух группы» заменит «дух отдельного человека».
Он наиболее известен своей книгой 1895 года «Психология народов и масс», которая считается основополагающей работой в области психологии толпы. Книга переведена на 17 языков.

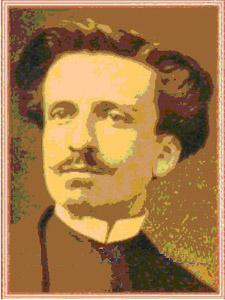
Портрет Гюстава Ле Бона, 1870 год

Придерживался консервативных взглядов, критически относился к демократии и социализму.

## Биография
Гюстав Лебон родился в бретонской семье. Его матери, Аннет Жозефин Эженик Тетио Десмарлине, было 26 лет, а его отцу, Жану-Мари Шарлю Лебону, провинциальному правительственному чиновнику — 41 год. Лебон прямой потомок Жана-Оде Карно. У деда Жана-Оде Карно есть брат Дени, который является прямым предком Сади Карно, пятого президента Третьей французской республики.
Когда Лебону было восемь лет, его отец занял новый пост во французском правительстве и увёз свою семью, включая младшего брата Лебона Жоржа, из Ножан-ле-Ротру, чтобы никогда больше не возвращаться в город.
В его родном городе есть улица, названная в его честь. Мало что известно о детстве Лебона, за исключением того, что он был обычным учеником средней школы в Туре, столице Эндра и Луары.
Лебон изучал медицину в Парижском университете с 1860 года, а в 1866 году прошёл интернатуру в Больнице дю Гран-дю-Пале в Париже и получил докторскую степень. После этого он стал называть себя врачом, хотя никогда им не был. Во время учёбы в университете Лебон написал ряд диссертаций на медицинские темы, первая из которых была о болезнях обитателей болот. Позже он опубликовал серию статей о лоа-лоа и удушье. Лебон опубликовал свою первую книгу «Очевидная смерть и преждевременные погребения» (фр. La mort Apparee et Inhumations Prematurées, 1866).

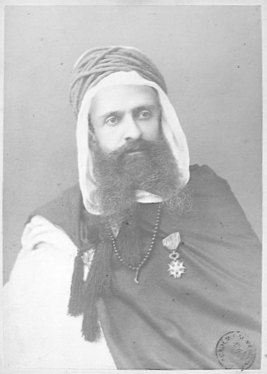
Лебон в Алжире, 1880

Лебон получил степень бакалавра медицины в Парижском университете в 1866 году. Вместо того чтобы стать врачом после окончания учёбы, он решил начать свою писательскую карьеру. Лебон присоединился к французской армии в качестве офицера-медика после начала франко-прусской войны и стал свидетелем поражения французской армии и Парижской коммуны, сильно повлиявшего на мировоззрение Лебона. После этого Лебон начал много путешествовать по Европе, Азии и Северной Африке. Во время своих путешествий он изучал людей и цивилизации, постепенно развил эссенциалистский взгляд на человеческую природу и во время своих путешествий изобрел портативный прибор для измерения головы.
В 1890-х годах он обратился к психологии и социологии, опубликовал многие из своих наиболее успешных работ в этих областях. За это время он создал собственные теории психологии и социологии, провел ряд экспериментов в физике и опубликовал популярные книги по смежным исследовательским темам.

## Философские идеи Лебона
Отождествлял массу с толпой, в которой индивиды теряют чувство ответственности и попадают во власть иррациональных чувств, так как ими управляет закон «духовного единства толпы».
Он выступал против всех форм социального равенства и революций, связывал достижения цивилизации с результатами деятельности элиты, личными интеллектуальными способностями и продуктивным творческим трудом личности.
Лебон одним из первых попытался теоретически обосновать наступление «эры масс» и связать с этим общий упадок культуры. Он полагал, что в силу волевой неразвитости и низкого интеллектуального уровня больших масс людей ими правят бессознательные инстинкты, особенно тогда, когда человек оказывается в толпе. Здесь происходит снижение уровня интеллекта, падает ответственность, самостоятельность, критичность, исчезает личность как таковая.
Стал известен тем, что пытался показать то общее, что имеется между положением вещей и закономерностями в психологии масс. Американский социолог Нейл Смелзер пишет, что «несмотря на критику, мысли Лебона представляют интерес. Он предсказал важную роль толпы в наше время», а также «охарактеризовал методы воздействия на толпу, которые в дальнейшем применяли лидеры наподобие Гитлера, например, использования упрощённых лозунгов».
Павел Николаевич Милюков рассказывает о философии Лебона в книге «Национальный вопрос», чтобы показать пример национального шовинизма: «В современной его форме учение национализма опирается на теорию графа Гобино о „неравенстве рас“, находит себе сильную поддержку в господствовавшем до последнего времени учении о наследственности А. Вейсмана <…> и свое талантливое выражение в произведениях Гюстава Лебона. Из тех же корней исходит распространенное учение германских „расистов“: учение о превосходстве белокурой и высокорослой „германской“ расы над всеми остальными».

## Основные работы

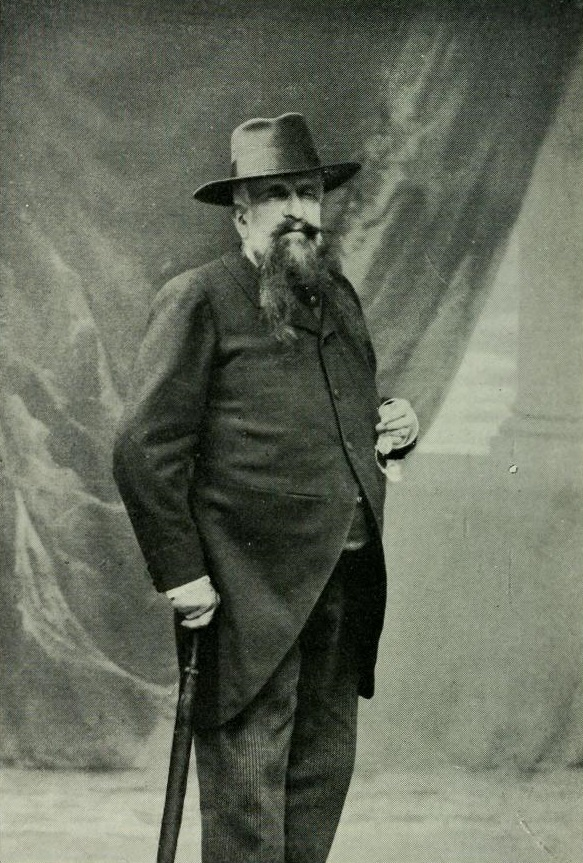
1914 год

- «История арабской цивилизации» (1884)
- «История цивилизаций Индии» (1887)
- «Современная верховая езда» (1892)
- «Психология народов и масс»
  - «Психология народов» (1894)
  - «Психология масс» (1895)
- «Психология воспитания» (1902)
- «Психология социализма» (1908)
- «Эволюция материи» (1912)Надгробный памятник на могиле Лебона работы Люсьена Паллеза[фр.]

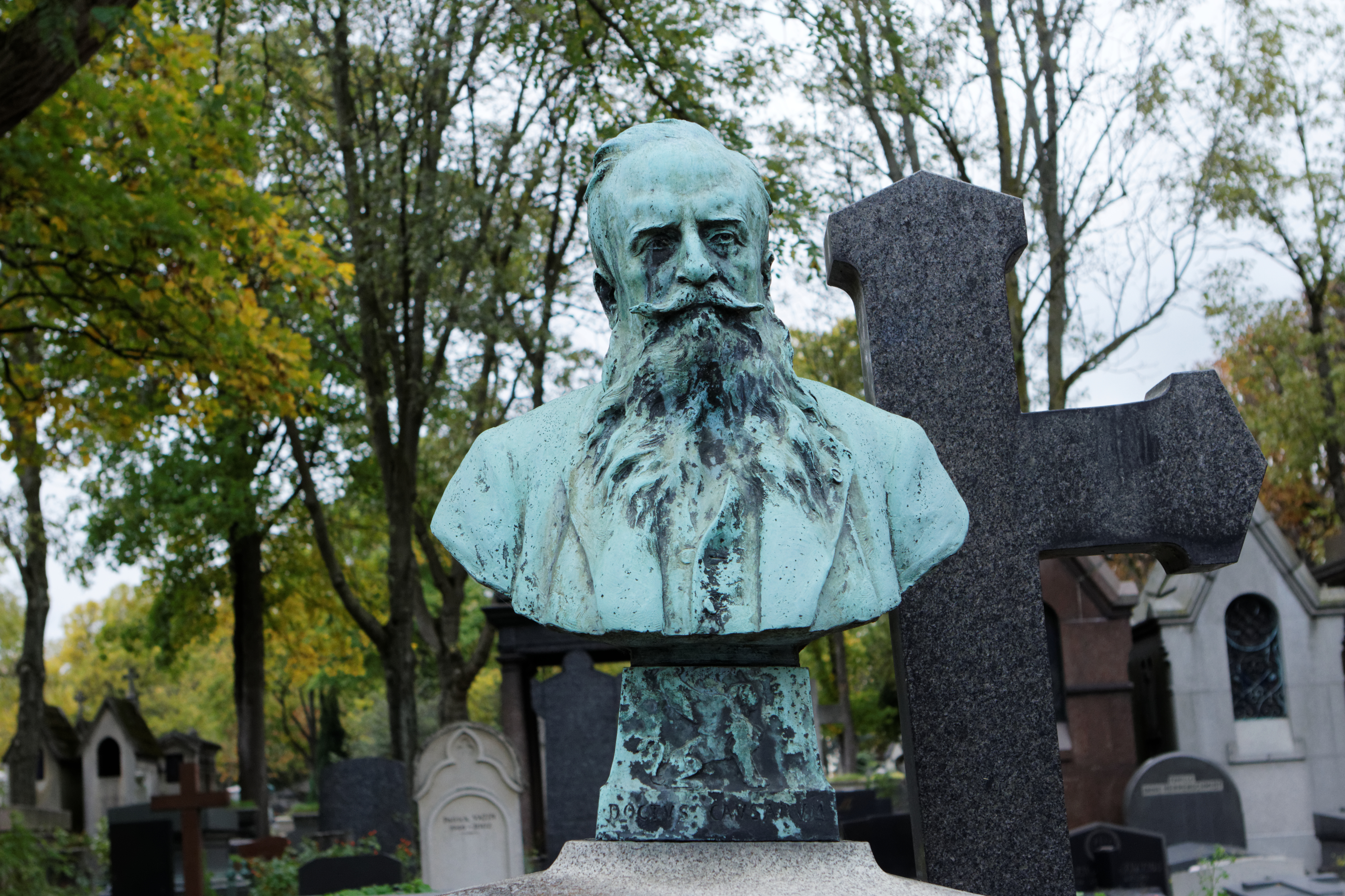
Надгробный памятник на могиле Лебона работы

Книги «Психология народов» (Les Lois Psychologiques de l'Évolution des Peuples (1894)) и «Психология масс» (La Psychologie des Foules (1895)) в русском переводе часто объединяют в одну или путают друг с другом. Книга «Психология народов» посвящена расовой теории, книга «Психология масс» (в других переводах — «Психология толпы») стала основой пиар-технологий и техник манипуляции массовым сознанием. Под заголовком «Психология народов и масс» может быть издан как перевод обеих книг вместе, так и перевод любой из двух книг по отдельности. В последнее время под этим заголовком чаще всего переиздают вторую книгу, «Психология масс».
По свидетельству Марии Гляссер, книга «Психология толпы» Лебона была среди тех, которыми чаще всего пользовался Ленин[значимость факта?].